# Yakimovo (obchtina)
Yakimovo (bulgare : Якимово) est une obchtina de l'oblast de Montana en Bulgarie.